# Providence Steamrollers
Els Providence Steamrollers va ser un equip de la Basketball Association of America (ara nomenada NBA) que tenia la seva seu a Providence, Rhode Island. Els Steamrollers foren una de les onze franquícies que van formar part dels orígens de l'NBA (quan es deia Basketball Association of America). Mantenen l'"honor" de posseir el rècord de menys partits guanyats en una temporada, només sis. També mantenen el rècord d'haver tingut el jugador més veterà de la competició en tota la seva història, Nat Hickey, que va estar actiu amb 46 anys.

## Trajectòria
Nota: G: Guanyats P:Perduts %:percentatge de victòries
| Temporada                     | G                             | P                             | %                             | Play-offs                     |                               |
| Providence Steamrollers (BAA) | Providence Steamrollers (BAA) | Providence Steamrollers (BAA) | Providence Steamrollers (BAA) | Providence Steamrollers (BAA) | Providence Steamrollers (BAA) |
| ----------------------------- | ----------------------------- | ----------------------------- | ----------------------------- | ----------------------------- | ----------------------------- |
| 1946-47                       | 28                            | 32                            | .467                          | no                            |                               |
| 1947-48                       | 6                             | 42                            | .125                          | no                            |                               |
| 1948-49                       | 12                            | 48                            | .250                          | no                            |                               |